# 蕅益智旭
蕅益智旭（1599年—1655年），俗姓鍾，字智旭，又字素华，號蕅益，又號西有，別號八不道人，南直隸吳縣瀆川（江蘇蘇州木瀆鎮）人，明末明末四大高僧之一，被尊為淨土宗九祖。晚年住於浙江安吉州北天目靈峯寺（今安吉县），因此又被尊稱為靈峯蕅益大師。

## 生平
明天啟二年（1622年）因為仰慕憨山大師，從其弟子雪嶺出家，時二十四歲。他私淑天台，被認為是天台宗一位大成就者，兼通禪宗、華嚴宗、法相宗。

## 思想特色
。

## 著作
著有《佛說阿彌陀經要解》、《佛遺教經解》、《佛說四十二章經解》、《佛說八大人覺經略解》、《占察善惡業報經疏》、《梵網經玄義》、《梵網經合註》、《菩薩戒本箋要》、《法華經玄義節要》、《法華經會義》、《楞嚴經玄義》、《楞嚴經文句》、《楞伽經玄義》、《楞伽經義疏》、《閱藏知津》、《法海觀瀾》、《四書蕅益解》、《周易禪解》、《教觀綱宗》、《靈峰宗論》、《毗尼事義集要》等數十種。今存有21冊《蕅益大師全集》。

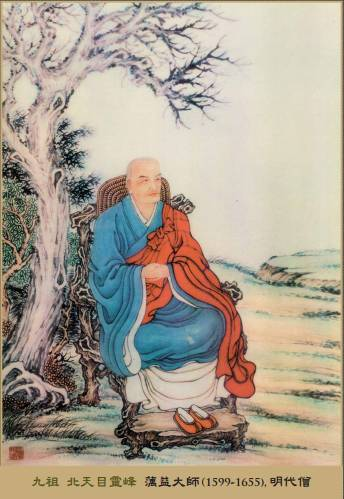
蕅益大师画像
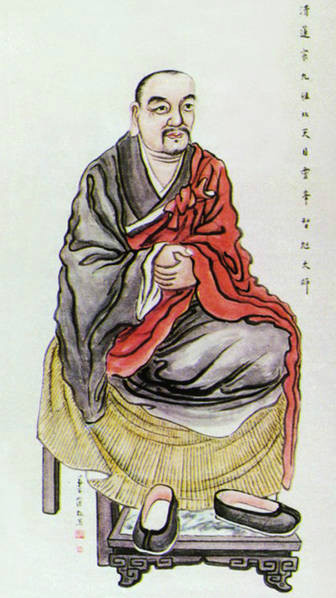
蕅益大师画像

## 外部連結
- 蕅益大師全集
- 聖嚴法師：〈蕅益大師的淨土思想〉 （页面存档备份，存于）
- 黃俊傑：〈如何導引「儒門道脈同歸佛海」？──蕅益智旭對《論語》的解釋 （页面存档备份，存于）〉。
- 靈峰蕅益大師選定《淨土十要》 （页面存档备份，存于）
- 陈士强：《阅藏知津》要解-佛教导航 （页面存档备份，存于）
- http://www.litres.ru/vasiliy-vasilev/buddizm-ego-dogmaty-istoriya-i-literatura/ （页面存档备份，存于）
- 蕅益大師年譜 （页面存档备份，存于）
- 佛說阿彌陀經要解_蕅益大師解 （页面存档备份，存于）